# دان فريزر (فنان)
دان فريزر (بالإنجليزية: Dan Frazier)‏ هو فنان أمريكي، ولد في 28 سبتمبر 1945.

## وصلات خارجية
- الموقع الرسمي